# Cincinnati Bengals
Cincinnati Bengals – zawodowy zespół futbolu amerykańskiego z siedzibą w Cincinnati, w stanie Ohio. Drużyna jest obecnie członkiem Dywizji Północnej konferencji AFC ligi NFL.
W roku założenia, 1968, drużyna Bengals przystąpiła do American Football League, by dwa lata później wejść do National Football League w wyniku połączenia lig.

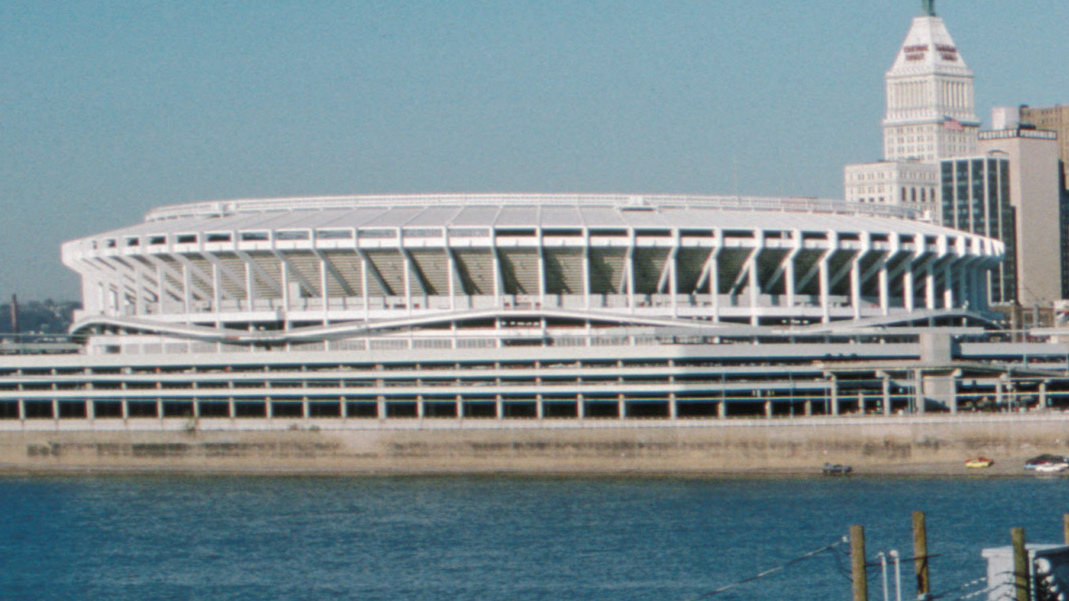
Riverfront Stadium

Miejscem treningów letnich drużyny są obiekty Georgetown College w Georgetown, w stanie Kentucky. Mecze „domowe” rozgrywają na stadionie Paul Brown Stadium w Cincinnati.